# 和硕端静公主
和硕端静公主（1674年—1710年），康熙帝第五女。生母布贵人兆佳氏。

## 生平
康熙十三年五月初六日出生，生母為庶妃兆佳氏。康熙三十一年（1692）受封为和硕端静公主，同年十月下嫁喀喇沁部蒙古杜棱郡王之次子噶尔臧。宮廷檔案亦稱其為和硕正温公主。
康熙三十五年三月二十九日，值班首领珠玛喇递交了一封由端靜公主所寫的信。根據信中的記載，在康熙三十五年正月，额驸噶尔桑曾奏请聖祖，希望在乌兰布文、锡文哈明安等地方种地，但该地已被分给端靜公主所出的格格。聖祖下了一道谕旨，允許公主額駙可與格格一起動用該地。该谕旨发出后，端靜公主派人将种子、农具、雇工等一并送往耕田处，準备耕种，但是格格不允许。端靜公主便派人告诉格格这是聖祖的谕旨，但是格格不相信。因此，端靜公主便写信给皇太子胤礽，让他处理。
康熙 六十一年十一月三日去世，时年三十七岁，遺下額駙噶爾臧與一個女兒。康熙五十年四月十六日，端靜公主之額駙噶尔臧不但在公主居丧期间霸占索諾穆的妻子和其他人的妻子，手下之人还把人杀死了，引得康熙帝的震怒，一直将噶尔臧拘禁在京城，直到其死在拘所。額駙之同黨亦被絞死。《起居注》的斷句頗奇怪，有認為噶爾臧用刀戳死之人為某個「通姦之妻」。康熙六十一年三月，噶爾臧死后奉旨与端靜公主合葬一處。